# Mythbusters
MythBusters var ett australiskt TV-program som spelades in i USA och sändes på Discovery Channel. Programledarna Adam Savage, Jamie Hyneman, Tory Belleci, Grant Imahara och Kari Byron testade moderna myter. Myterna testades genom rekonstruktioner, ofta var deras krockdocka Buster till hjälp, och även ett slags gelatin kallat ballistisk gel.
Savage och Hyneman höll till i Jamies M5 Industries i San Francisco, USA. Tillsammans hade de, då programmet producerades, mer än 30 års erfarenhet av specialeffekter. Bland annat gjorde Savage alla de modeller av rymdskepp som används i Star Wars episod 1, 2 samt 3. Hyneman gjorde, å sin sida, bland annat om en vanlig läskmaskin till en på hjul som skjuter ut läskburkar. Var experimenten i programmet för farligt för att göras i befolkat område kunde de dock åka till säkrare ställen, bland andra:
- Naval Air Station Alameda
- Hamilton Air Force Base
- Mojaveöknen
- Mojave flygplats

Programledarna dömde myter i tre olika klasser:
- Knäckt: myten var falsk.
- Möjlig: myten var möjlig under vissa omständigheter.
- Bekräftad: myten var sann.

## Medhjälpare
Dessa kallades även för "juniorerna". Savage och Hyneman testade inte alla myter själva utan vissa myter fick bygglaget ta hand om, bland annat när de testade om det växer mossa på rullande sten. "Juniorerna" hette:
- Kari Byron
- Tory Belleci
- Grant Imahara
- Scottie Chapman, ersattes av Imahara
- Jessi Combs

## Testade myter
Här följer några av de testade myterna och det resultat de kom fram till:
- En ankas kvack ekar inte.
  - Falsk, men kvackets eko är svårt att höra.
- Om man befinner sig i en fallande hiss, så kan ett hopp i sista sekunden rädda ens liv.
  - Falsk. Så länge man inte kan hoppa uppåt i över 50 km/h är det lönlöst.
- Om en person dör i en bil och får ligga där ett tag så kan stanken bli så överväldigande så bilen blir förstörd och inte går att sälja.
  - Sann. Det är dock möjligt att rengöra bilen, även om det kan vara svårt att få bort stanken helt.
- Om man tappar en hårtork i ett vattenfyllt badkar så kommer personen i badkaret att dö.
  - Möjlig; dagens moderna hårtorkar har dock ett skydd mot liknande urladdningar. Dessa är alltså ofarliga, men äldre modeller är dödliga.
- Ett hårt kastat spelkort kan döda en människa.
  - Falsk; man kan på sin höjd få ett litet sår.
- Att köra en sked i mikrovågsugnen kan förstöra den (mikron) för gott.
  - Falsk. Det är dock inte särskilt bra för ugnen.
- Det går att få en bil att explodera om man skjuter på bensintanken.
  - Möjlig. Trots flera direkta träffar på en fulltankad bil med olika höghastighetsvapen och olika typer av ammunition gick kulorna bara rakt igenom, helt utan någon gnistbildning. Inte förrän efter byte till spårljusammunition sattes tanken i brand.